# 奧斯特拉維采河畔弗里德蘭特

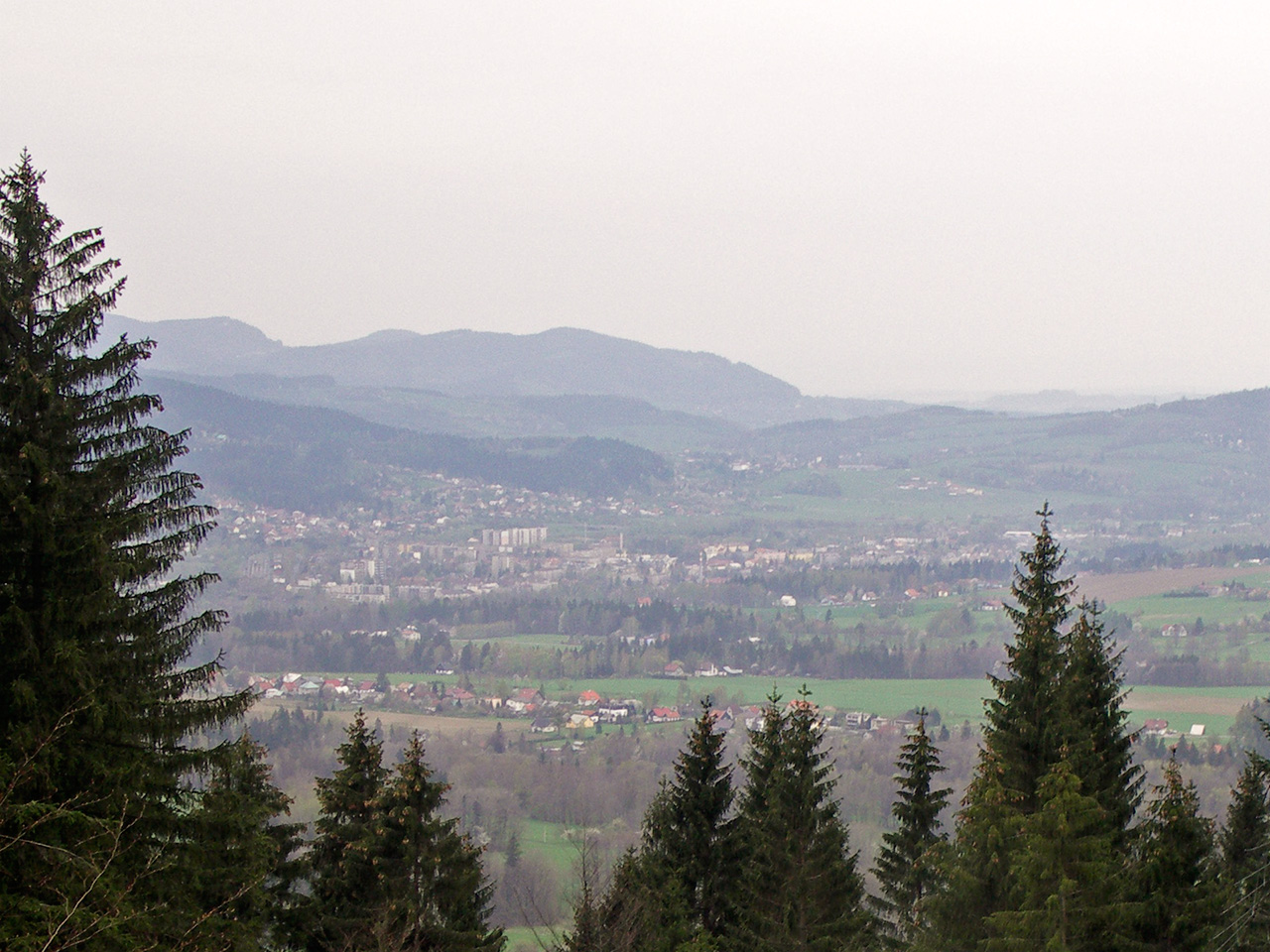

奧斯特拉維采河畔弗里德蘭特是捷克的城鎮，位於該國東部奧斯特拉維采河畔，由摩拉維亞-西利西亞州負責管轄，面積21.88平方公里，海拔高度357米，2007年人口9,847。

## 旅游景点
利萨山

## 外部連結
- Mikroregion Frýdlantsko-Beskydy （页面存档备份，存于） - the website of a free association ("microregion") of settlements in this part of the Moravian-Silesian Beskids